# Rävjakt (radio)
För andra betydelser, se Rävjakt (olika betydelser).

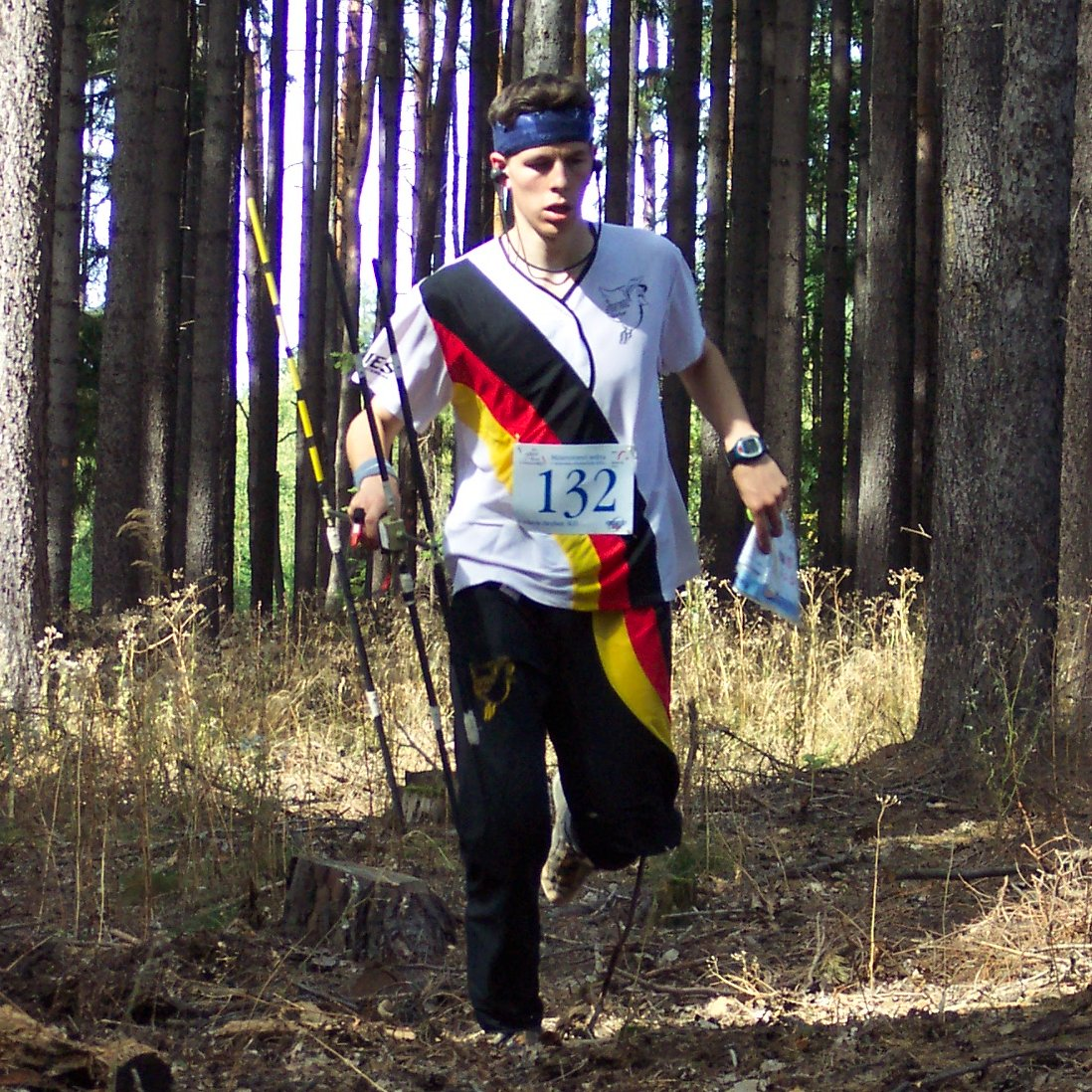
En tysk deltagare med en 2-meter-mottagare

Rävjakt, skämtsamt namn på en tävlingsform som utövas av sändareamatörer och andra radiointresserade. Syftet är att med hjälp av pejlmottagare hitta i terrängen gömda sändande radiostationer (rävar). "Rävjakt", eller som det numera ofta benämns, radiopejlorientering (RPO) är en kombination av konventionell orientering med karta och kompass samt radiopejlteknik. "Räven" kan vara bemannad eller automatisk och kan lokaliseras efter att minst två bäringar har bestämts. I korsningen av dessa bäringar finns "räven". Den som hittar flest "rävar" på kortast tid vinner. Tävlingar anordnas både som dagjakt och nattjakt.
Den vanligaste rävjaktformen sker på radioamatörbandet 3,5 MHz (80 m); därnäst på 144 MHz-bandet (2 m). I mindre omfattning kan RPO förekomma även på andra radioamatörband, i Danmark jagar man exempelvis på 1,8 MHz-bandet och i Sverige förekommer rävjakt med bil på privatradiobandet (27 MHz).
En tävling går till så att (vanligen) mellan fem och sju rävar sänder på samma frekvens en och en, var och en lika länge, i en följd som varar mellan fem och tio minuter. Har man otur i "närstriden" kan det därför hända att man måste vänta upp till tio minuter innan den räv man letar efter sänder igen. För att minska skadan av detta gör man taktiska val som ofta innebär extra löpsträcka. Annars får rävarna tas i valfri ordning och målgång sker ibland vid sista räv någonstans ute i skogen (På VM / EM och andra stora tävlingar används särskild "målräv").
På kortvåg (80 m – 3,5 MHz) använder man mottagare med pejlram eller ferritantenn. Dessa är små och smidiga men känner endast av fältets riktning i en punkt, dvs är ej faskänsliga och kan ej avgöra infallsriktningen hos radiostrålningen. För att råda bot på detta problem (medge åtskillnad av fram/back) har mottagaren en extraantenn som kan inkopplas för jämförelse av E- och H-fälten.
Pejlmottagare med ram- eller ferritantenn fungerar dock enbart om radiostrålningen är någorlunda rent vertikalpolariserad. Detta gäller endast direktvågen, dvs på avstånd upp till några kilometer från en med vertikal trådantenn försedd räv. Reflexer i träd osv förekommer knappast på kortvåg. Om en stor del av radiostrålningen utbrett sig via reflexion i jonosfären blir dock pejlingen otydlig eller rent av omöjlig. I närheten av stränder och nära kraftledningar kan ett fel i pejlingen om upp till 10–20 grader uppstå.
På ultrakortvåg (2 m – 144 MHz) försvåras pejlingen av radiostrålningens stora benägenhet att reflekteras. Sändarantennerna är därför horisontalpolariserade. En pejlram är i och med det helt oanvändbar och man använder i stället faskänsliga riktantenner (typ TV-antenner – se bild!). För att få en någorlunda noggrann bäring bör man röra sig, gärna löpa, under pejlningen och ta ett medelvärde. Under tävlingens gång får man, särskilt i bergiga trakter, även vara beredd att efter hand revidera eller totalt ompröva sina bäringar.
I rävjakt är det den tävlandes styrka i löpning och orientering i kombination med förmåga till strategi och analys av den information som inhämtas under tävlingens gång som blir avgörande. Dessa egenskaper kan ofta ersätta varandra och det är inte ovanligt att äldre, erfarna rävjägare lyckas bättre än betydligt löpstarkare ynglingar.
Rent praktiskt är skillnaden mellan att "lägga" en rävjakt och att arrangera en orienteringstävling ganska stora. Arrangören av en rävjakt måste lägga ner ganska mycket arbete på varje kontroll – kasta upp en tråd i ett träd, breda ut motvikter på marken, hänga ut en stiftklämma samt programmera och starta sändaren. Man kan räkna med att varje kontroll kräver ungefär 30 minuter inklusive löpning (med tung ryggsäck) till nästa kontroll. Å andra sidan behöver banan ej ritas in på kartorna. Deltagarantalet behöver därför inte vara känt förrän i samband med start.
Man behöver som arrangör inte heller kunna ange exakt var en sändare ligger – det är ju de tävlandes sak att finna den ändå! Därför finns en mycket stor frihet jämfört med vid orientering där kontrollen måste läggas med hänsyn till kända punkter i naturen och kartan (en större sten, en brant, bäckkrök eller liknande). När sändarna skall tas in är det dock bra att veta var man skall leta. Någon gång kan det hända att man inte tillräckligt väl lagt på minnet var en räv sattes ut. Därför är sändarna programmerade att någon timme efter tävlingens slut starta igen.
I Sverige finns flera klubbar för rävjakt och dessa turas om att ordna SM och nationella jakter (uttagningstävlingar till VM). Speciellt i Östeuropa är rävjakt en stor sport och konkurrensen på ett VM är hård. I Sverige har sporten, i likhet med orientering och all annan föreningsverksamhet känt av en markant tillbakagång sedan 70- och 80-talen. I hela Mälardalen råder dock ännu stor aktivitet. Klubben Stockholms rävjägare (SRJ) anordnar sammanlagt ca 25 jakter per år och har ett tjugotal mycket aktiva löpare.
Den skämtsamma benämningen på de tävlande är rävjägare , och pejlmottagaren kallas rävsax. 
SM i RPO anordnas sedan 1952, EM sedan 1961, och VM sedan 1988.
Internationellt kallas sporten ARDF, Amateur Radio Direction Finding. Tävlingar anordnas i de flesta länder där amatörradio är tillåtet. EM hålles udda år (2011 i Rumänien) och VM jämna år (2010 i Kroatien).